# Roberto Álvarez Ruiz
Roberto Álvarez Ruiz (Gijón, Astúries, 13 de maig de 1956) és un actor de cinema, teatre i televisió espanyol.
Al cinema destaquen les seves participacions en pel·lícules com Entre las piernas (1999) de Manuel Gómez Pereira, o Juana la Loca (2001). Ha treballat amb Antonio Hernández i amb Miguel Albaladejo, fent el paper del pare de Manolito Gafotas. Miguel Bardem, Yolanda García Serrano o Juan Luis Iborra també han comptat amb Roberto Álvarez en alguns dels seus projectes cinematogràfics.
A la televisió el seu paper més cèlebre fou a la sèrie d'Ana y los siete juntament amb Ana Obregón. Els seus darrers papers a televisió han estat a sèries com Hospital Central, Cuéntame cómo pasó o Tierra de Lobos.

## Filmografia

### Cinema
- Cómo levantar 1000 kilos (1991), d'Antonio Hernández.
- Amor de hombre (1997), de Yolanda García Serrano i Juan Luis Iborra.
- Nada en la nevera (1998), d'Álvaro Fernández Armero.
- Entre las piernas (1999), de Manuel Gómez Pereira.
- Manolito Gafotas (1999), de Miguel Albaladejo.
- La mujer más fea del mundo (1999), de Miguel Bardem.
- Ataque verbal (1999), de Miguel Albaladejo.
- km. 0 (2000), de Yolanda García Serrano i Juan Luis Iborra.
- El portero (2000), de Gonzalo Suárez.
- Historia de un búho (2001), de José Luis Acosta.
- Lena (2001), de Gonzalo Tapia.
- Tiempos de azúcar (2001), de Juan Luis Iborra.
- Juana la Loca (2001), de Vicente Aranda.
- En la ciudad sin límites (2002), d'Antonio Hernández.
- Hable con ella (2002), de Pedro Almodóvar.
- Nos miran (2002), de Norberto López Amado.
- La vida de nadie (2002), d'Eduard Cortés.
- Las viandas (2004), de José Antonio Bonet.
- Callas e Onassis (2005), de Giorgio Capitani.
- Los Borgia (2006), d'Antonio Hernández.
- El menor de los males (2007), d'Antonio Hernández.
- Dieta mediterrània (2008), de Joaquim Oristrell
- El Capitán Trueno y el Santo Grial, (2011) d'Antonio Hernández.
- La perla de Jorge, (2012) de Pablo Fernandez Vilalta.
- Gernika bajo las bombas, (2012) de Luis Marias.
- Se vende perro que habla, 10 euros, (2012) de Lewis-Martin Soucy y Roque Madrid.
- 2 francos 40 pesetas, (2013) de Carlos Iglesias.
- Nekan, (2013) de Gonzalo Tapia.

### Televisió
- El mundo de Juan Lobón (1989)
- Condenadas a entenderse per a Antena 3
- Abogados (2001)
- Ana y los siete (2002-05)
- Hospital Central (2007)
- Futuro: 48 horas (2008) (Telefilme) per a Antena 3.
- Marisol, la película (2009) (Telefilme) Antena 3
- Sin tetas no hay paraíso (2009) 3 capítols
- Cuéntame cómo pasó (2010-2011, 2013) diversos capítols
- Tarancon (2010), (Telefilm) (RTVE)
- Gavilanes (2010) Antena 3
- Sofía (2011) Antena 3.
- Los guardianes del Temple (2011-) CYLTV.
- Tierra de lobos (2013-2014) Telecinco.
- B&B (2014) Telecinco
- Ciega a Citas (2014) Cuatro